# Obermehler
Obermehler est une ancienne commune allemande de l'arrondissement d'Unstrut-Hainich, Land de Thuringe.

## Géographie
Obermehler se situe au nord-ouest du graben de Schlotheim, sur la Notter.
La commune comprend Obermehler, Großmehlra et Pöthen.
|            | Menteroda  | Holzsußra  |
| Mühlhausen | Obermehler | Schlotheim |
|            | Korner     |            |

## Histoire
Obermehler est mentionné pour la première fois comme la propriété des seigneurs de Mehler. Großmehlra fait partie de 1324 à 1918 à la principauté de Schwarzbourg-Sondershausen.
Avec la découverte du gisement de potasse, la construction de grandes installations de production et d'un réseau de voies ferrées sont nécessaires.
De 1954 à 1993, l'aérodrome d'Obermehler-Schlotheim est un aéroport militaire pouvant recevoir des Migs.

## Personnalités liées à la commune
- Hugo Riemann (1849-1919), musicologue

## Source, notes et références
- (de) Cet article est partiellement ou en totalité issu de l’article de Wikipédia en allemand intitulé « Obermehler » (voir la liste des auteurs).